# Targi Wydawnictw Ekonomicznych
Targi Wydawnictw Ekonomicznych – coroczny projekt organizowany przez Niezależny Miesięcznik Studentów Szkoły Głównej Handlowej "Magiel".
Jest to jedna ze znaczących imprez tego typu w kraju. Podczas dwóch dni jej trwania (targi odbywają się zazwyczaj pod koniec listopada na Auli Spadochronowej SGH) wydawcy krajowi, zagraniczni i akademiccy prezentują swoje najnowsze i najbardziej popularne pozycje książkowe. Na targach prezentowana jest literatura z dziedziny finansów, zarządzania, marketingu, prawa, ekonomii oraz PR. Oferta wydawnictw prezentujących swoje pozycje w trakcie targów skierowana jest do kadry dydaktycznej, studentów a także praktyków biznesu.
TWE towarzyszą wydarzenia dodatkowe. Są to debaty, warsztaty i szkolenia. Biorą w nich udział znane osobistości ze świata polityki, ekonomii oraz mediów.